# جپی کوچاری
جپی کوچاری (ایتالیایی: Geppi Cucciari؛ زادهٔ ۱۸ اوت ۱۹۷۳) کمدین و بازیگر اهل ایتالیا است.
از فیلم‌ها یا مجموعه‌های تلویزیونی که وی در آن‌ها نقش داشته است، می‌توان به برداشت نخست خوب و فیلم لگو بتمن اشاره نمود.